# London Calling (festival)

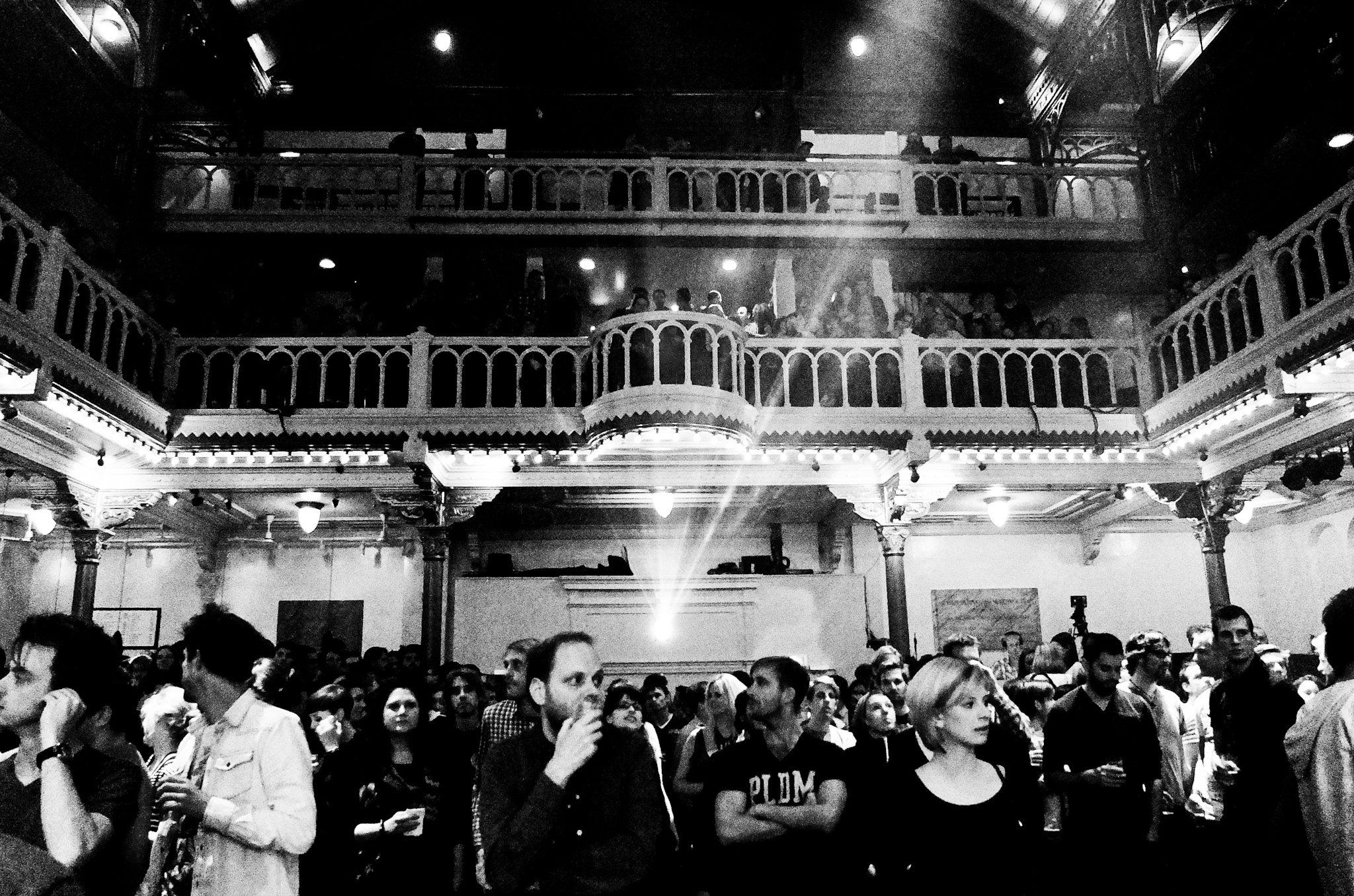
Publiek op London Calling in 2012

London Calling is een twee keer per jaar gehouden festival in Paradiso, Amsterdam. Het festival richtte zich aanvankelijk alleen op de nieuwste britpopbands uit het Verenigd Koninkrijk, maar ontwikkelde zich gaandeweg tot een van de belangrijkste showcasefestivals van Nederland waarin de nieuwste beloftevolle britpop-, indie- en dancebands staan en er aandacht is voor trends. Talloze, veelal Britse, bands hebben voor hun definitieve doorbraak naar een groot publiek op het festival gestaan.
Vanaf 1996 duurde het festival twee avonden, in 2007 en 2009 zelfs twee keer drie dagen.
Onder de London Calling-vlag vinden er ook thematische showcase-avonden plaats als 'London Calling Presents Artrocker' en 'London Calling Goes Glasgow'.
De naam van het festival komt van het derde album van de Engelse punkband The Clash.
Bedenker/programmeur van het festival is Ben Kamsma, programmeur van Paradiso.

## Edities
| Editie                         | Programma |
| ------------------------------ | --- |
| 25 juli 1992                   | Bardots, Some Have Fins, Jennifers en Swervedriver. |
| 10 april 1993                  | Dreamscape, Werefrogs, Moonshake en God Machine. |
| 13 oktober 1993                | Sun Dial, Delicious Monster, Chapterhouse, Dodgy, Elevate en Rollerskate Skinny. |
| 22 april 1994                  | Blur, Slowdive, Jacob’s mouse, Beatnik Filmstars, Big Geraniums en Auratone. |
| 5 november 1994                | Ash, Salad, Powder, Huge Baby, Done Lying Down en Dodgy. |
| 13 mei 1995                    | Skunk Anansie, Delicatessen, Weekenders, Detrimetal, Bandit Queen, Blameless en Sultans of Ping. |
| 17 februari 1996               | Baby Bird, Catatonia, Elcka, In Aura, The Gyres, Placebo en Thrum. |
| 7 en 8 juni 1996               | Bis, Jack, Dodgy, 60 Ft. Dolls, Northern Uproar, Gorky’s Zygotic Mynci, Collapsed Lung, Bawl, Super Furry Animals, Strangelove, Compulsion, Babychaos, Bennet en Scarfo. |
| 17 en 18 januari 1997          | Space, Yatsura, Silver Sun, Beth Orton, These Animal Men, Laika, Mansun, Octopus, Midget, Laxtons Superb, Jocasta, Heavy Stereo, Kenickie, Sterling, Pusherman en Audioweb. |
| 7 en 8 juni 1997               | The Driven, Elcka, Gold Blade, Hurricane #1, Jesus Jones, The Karelia, Linoleum, My Life Story, Pecadiloes, Salad, Silver Sun, Sophia, Subcircus, Supernaturals, Three Colours Red, Travis en Warm Jets |
| 13 en 14 februari 1998         | The Dandy Warhols, Stereophonics, Mono, Catatonia, Strangelove, Six By Seven, the Audience, Warm Jets, Bullyrag, Dandies, Dust Junkies. |
| 18 en 19 juni 1998             | Carrie, Embrace, Headswim, Jack, Midget, Montrose Avenue, Mover, Nuff Said, Pecadiloes, Sunhouse en Symposium. |
| 2 en 3 oktober 1998            | Sway, Spearmint, Hefner, Imogen Heap, Kent, Sophia, Federation, Bob Sinclar, Lemming, Paradise Motel, Addict, Ballroom, Astrid, The King en Rialto |
| 10 en 11 december 1999         | Delakota, Cousteau, Little Mothers, Witness, Astrid, Clint Boon Experience, Velvet Belly, The Prayer Boat, Appliance, Terris, Orange Can, Laika en Sneaker Pimps. |
| 21 en 22 april 2000            | Velvet Belly, Ben Christophers, Feeder, Echoboy, Chicks on Speed, Tocotronic, Broadcast, Doves, Terris, Autopulver, Beulah, JJ72 en Bluetones. |
| 18 november 2000               | Mount Florida, Mo Solid Gold, Tahiti 80, Lowgold, Brassy, Ac Acoustics, Fuzz Light Years, Birthday en Urusei Yatsura |
| 14 april 2001                  | South, Lift To Experience, Sandy Dilon, I Am Kloot, Super Heroes, Elf Power, Snow Patrol, Ladytron en Experimental Popband. |
| 15 en 16 maart 2002            | Simian, St. Thomas, Ikara Colt, Am 60, Desert Hearts, Saybia, British Sea Power, Melys, Trailer Bride, The Bees, Jacob Golden Band, Free Heat en Haven. |
| 9 november 2002                | Kournakova, Baxter Dury, Obi, The Frames, The Apples In Stereo en The Libertines |
| 19 april 2003                  | Delays, Buffseeds, Damien Rice, Hoggboy, Echoboy, Eastern Lane, The Rocks, 22-20s en The Futureheads |
| 7 en 8 november 2003           | Joy Zipper, The Mountaineers, Patrick Wolf, Electric Shocks, The Hells, The Barbs, The Veils, Fiery Furnaces, Hawksley Worksman, M.A.S.S., Sluts of Trust, The Darkness en Franz Ferdinand |
| 27 maart 2004                  | The Veils, The Keys, Oceansize, The Zutons, The Boxer Rebellion, Dogs Die In Hot Cars, The Stands,The Blueskins en The Duke Spirit. |
| 12 en 13 november 2004         | Future Kings of Spain, 22-20s, Bloc Party, The Bravery, James Yorkston & The Athletes, The Dears, The Departure, The Subways, Art Brut, The Rakes, Sons and Daughters, The Go! Team, Hal en Aberfeldy. |
| 29 en 30 april 2005            | Thirteen Senses, Neils Children, The Chalets, Eastern Lane, The Longcut, Editors, Kaiser Chiefs, I am x, Tunng, New Rhodes, Help She Can’t Swim, Nine Black Alps, Black Bud, Engineers, The Others, Tom Vek, The Cribs, Whitey en Do Me Bad Things. |
| 4 en 5 november 2005           | The Zutons, White Rose Movement, Kid Carpet, Queen Adreena, Brakes, The Race, Alfie, Field Music, Test Icicles, Duels, Forward, Russia!, Guillemots, Infadels, Clor, Dogs, Battle, Chikinki en Amusement Parks On Fire. |
| 29 maart en 1 april 2006       | Black Wire, Bromheads Jacket, The Futureheads, My Latest Novel, We Start Fires, The Young Knives, The Cinematics, The Sunshine Underground, Good Shoes, Howling Bells, The Long Blondes, The Kooks, Larrikin Love, Mystery Jets, Dirty Pretty Things, Noisettes, Tiny Dancers en Humanzi. |
| 29 april 2006                  | Moke, The Immediate, Last Man Standing, Misty’s Big Adventure, The Pipettes, Dustin’s Bar Mitzvah, The Rifles en Shitdisco. |
| 24 en 25 november 2006         | Little Man Tate, The Rifles, Milburn, Boy Kill Boy, The Young Knives, Klaxons, Fortune Drive, Metronomy, The Bees Sound Collection, The Holloways, 747's The Five O'Clock Heroes, The Pigeon Detectives, Fields, The Maccabees, Guillemots, Bromheads Jacket, Jamie T, The Automatic, Mumm-Ra, The Oxfam Glamour Models, 1990s en Lotus Lullaby. |
| 30 en 31 maart 2007            | The Long Blondes, Kate Nash, My Luminaries, The Pigeon Detectives, The Twang, The Wombats, Solarise, South Central, These New Puritans, Our Lunar Activities, We Are The Physics, The Enemy, Air Traffic, Ox.Eagle.Lion.Man, The Strange Death Of Liberal England, The Violets, The Kissaway Trail, The Switches, Victorian English Gentlemens Club, Moke, GoodBooks en Harrisons. |
| 2 tot 4 november 2007          | New Young Pony Club, Foals, Look See Proof, XX-Teens, Black Affair, Friendly Fires, Scouting for Girls, Clocks, The Maccabees, The Rakes, Assembly Now, Blood Red Shoes, Video Nasties, Sonny J, Dragons, Prinzhorn Dance School, The Wombats, Los Campesinos!, Jack Peñate, Reverend and the Makers, The Displacements, Underground Heroes, The Runners, Noah and the Whale, The Dykeenies en Derek Mein. |
| 25 en 26 april 2008            | Exile Parade, The Metros, Florence and the Machine, Make Model, Blood Red Shoes, Dead Kids, Ipso Facto, Get Shakes, Mystery Jets, The Ting Tings, Baltic Fleet, The Answering Machine, Cage the Elephant, Joe Lean and the Jing Jang Jong, The Rascals, Let's Wrestle, Broken Records, Late of the Pier, Get Cape Wear Cape Fly, Video Nasties, One Night Only, Pete & The Pirates, Johnny Foreigner en Friendly Fires. |
| 12 tot 15 november 2008        | Cajun Dance Party, Van She, John & Jehn, Hatcham Social, The Presets, Amazing Baby, Friendly Fires, Wild Beasts, Electricity In Our Homes, The Courteeners, frYars, The Hot Melts, Late of the Pier, The Pan I Am, Ladyhawke, Slow Club, Trouble Andrew, White Lies, White Denim, The Late Greats, Maths Class, Findo Gask, I Blame Coco, Noah and the Whale, Baddies, Bombay Bicycle Club, Bromheads Jacket, Esser, Glasvegas, Magistrates en Twisted Wheel |
| 30 april tot 2 mei 2009        | The Airborne Toxic Event, Erol Alkan, Fight Like Apes, Filthy Dukes, The Golden Silvers, Delphic, Lowline, Pulled Apart By Horses, Jessie Rose Trip, Stricken City, Two Door Cinema Club, James Yuill, The Big Pink, Dananananaykroyd, Flashguns, Passion Pit, The Temper Trap, Grampall Jookabox, The xx, Fanfarlo, Little Boots, Marina and the Diamonds, Noisettes, Joy Formidable, Red Light Company, The Asteroids Galaxy Tour, Chew Lips, Chrome Hoof, The Cinematics, Frankmusik, Threatmantics, The Phantom Band, Maps, Eugene McGuinness, Micachu, Team Waterpolo, The Backhanded Compliments en Amazing Baby |
| 20 en 21 november 2009         | We Were Promised Jetpacks, Beth Jeans Houghton, Johnny Foreigner, Little Death, Esser, Four Dead In Ohio, MPHO, The Boxer Rebellion, The Leisure Society, Sad Day For Puppets, The Twilight Sad, Violens, Jack Peñate, Wild Beasts, Alberta Cross, A Place To Bury Strangers, The Phenomenal Handclap Band, Pyramiddd, King Of Spain, Mirrors, Bombay Bicycle Club, Kid Harpoon |
| 23 en 24 april 2010            | Darwin Deez, Doll & The Kicks, Detroit Social Club, Esben And The Witch, Stornoway, Hudson Mohawke, A Sunny Day In Glasgow, Fool's Gold, And So I Watch You From Afar, We Have Band, Chapel Club, Cosmo Jarvis, Erland and the Carnival, Joe Worricker, Villagers, Everything Everything, Egyptian Hip Hop, Tubelord, Balthazar, Emanuel and the Fear, General Fiasco, Errors. Wegens reisproblemen vanwege de vulkaanuitbarsting in IJsland annuleerden de volgende acts hun optreden: Lonelady, The Hundred In The Hands, the Depreciation Guild, The Features, Holly Miranda                                        |
| 12 en 13 november 2010         | We Are Scientists, Villagers, Jaill, Race Horses, North Atlantic Oscillation, The Futureheads, Frankie and the Heartstrings, Ratatat, Is Tropical, Rolo Tomassi, Airship, The Knocks, Linda Farquhar, Lulu & The Lampshades, Warpaint, Good Shoes, The Rumour Said Fire, Yuck, Beach Fossils, Factory Floor, Wavves, Tame Impala, The Hundred in the Hands, Summer Camp en The Neat. |
| 20 en 21 mei 2011              | Twin Shadow, The Fresh & Onlys, Cat’s Eyes, the Crookes, Wolf People, Wild Beasts, Cloud Nothings, Flash Guns, Miami Horror, Holy Ghost!, Ariel Pink’s Haunted Graffiti, The View, Rachel Sermanni, Trophy Wife, 2:54, Foster The People, Cults, Dry The River, Sparrow And The Workshop, Braids, Cloud Control, Ra Ra Riot en Ty Segall. |
| 11 en 12 november 2011         | Natty, Alex Clare, Rats on Rafts, Hard-Fi, Azealia Banks, All The Young, Caged Animals, Friends, Will and the People, Netherlands, History of Apple Pie, Jamie N Commons, Dog Is Dead, Anothers Blood, Shields, I.R.O.K., Other Lives, Dum Dum Girls, Wolf Gang , The Rapture, Washed Out, Wise Blood, An Horse, Spector, Breton, Veronica Falls, Exitmusic, Big Deal, Spectrals. |
| 18 en 19 mei 2012              | Grimes, Howler, King Charles, Au Palais, Austra, CITIZENS!, Last Dinosaurs, Zulu Winter, Evian Christ, Trust, Oberhofer, Kassidy, Foe, Breton, Team Me, King Krule, Spector, Hooded Fang, Electric Guest, Willis Earl Beal, Clock Opera, Porcelain Raft, The Big Sleep, Japandroids, DZ Deathrays, China Rats, New Look (band). |
| 2 en 3 november 2012           | Hooded Fang, Cloud Nothings, Twin Shadow, The Joy Formidable, Haim, Gravenhurst, Gross Magic, AlunaGeorge, Tops, Stubborn Heart, Temples, Bobby Tank, Kodaline, Jessie Ware, Wild Nothing, The Walkmen, Micachu & The Shapes, Exitmusic, Peace, Opossom, Melody’s Echo Chamber, Theme Park, Savages, Chromatics, Ratking. |
| 24 en 25 mei 2013              | Palma Violets, Echo Lake, METZ, Swim Deep, Mount Kimbie, RDGLDGRN, The Family Rain, Egyptian Hip Hop, Charlie Boyer & The Voyeurs, Guards, Vondelpark, Velociraptor, Unknown Mortal Orchestra, Lord Huron, The Griswolds, Beach Fossils, Two Gallants, Team Ghost, Evans The Death, SOHN, The Phoenix Foundation, Lewis Watson, Drenge, Mykki Blanco, Superfood. |
| 1 en 2 november 2013           | The Dodos, Mac DeMarco, Porcelain Raft, Findlay, Circa Waves, Taymir, Ball Park Music, Kid Karate, Wampire, Dan Croll, Younghusband, Koreless, Darkstar, Popstrangers, Jagwar Ma, MS MR, London Grammar, Fyfe, Outfit, Papa, Nadine Shah, Lulu James, Bleached, Torres, Cub Sport, Rainy Milo, Glass Animals |
| 31 oktober en 1 november 2014  | Wild Smiles, Gap Dream, Wild Child, Gengahr, DMA's, Bad Breeding, Lola Colt, The Amazing Snakeheads, Bohicas, Southern, Kate Boy, Saint Motel, Coves, Racing Glaciers, Sebadoh, D.D. Dumbo, The Mispers, Fever the Ghost, Josef Salvat, Nimmo, Spoon, Shura, Fractures. |
| 24 en 25 april 2015            | Lusts, Spring King, The Slow Show, SOAK, Happyness, Jagaara, Slaves, Moon Duo, The Districts, Broncho, Fool's Gold, Karin Park, Charlie Cunningham, Hannah Lou Clark, As Elephants Are, Marika Hackman, Jack Garratt, Hooton Tennis Club, The Dø, Jane Weaver, of Montreal, Vaults, Drenge, Cosmo Sheldrake. |
| 30 oktober tot 1 november 2015 | Spiritualized, Holy Holy, Swim Deep, Circa Waves, The Jacques, Marlon Williams, Mike Krol, Inheaven, The Big Moon, Charlotte OC, LA Priest, Kurt Vile & The Violators, White – Bully, Howard, Formation, Lower Dens, Lushes, Womps, Chastity Belt, Dornik, Pumarosa, Plastic Mermaids, Låpsley, Beach Baby, Barns Courtney, Bill Ryder-Jones, Rozi Plain, The Prettiots, Farao, Lawrence Taylor. |
| 11 en 12 maart 2016            | Kid Wave, The Jacques, Otherkin, Jono McCleery, Plastic Mermaids, Black Honey, Palehound, Fufanu, Autobahn, Vryll Society, Moon Tapes, Amber Arcades, Nothing But Thieves, Miamigo, Pumarosa, Joan Shelley, Coves, ROCH, Cigarettes After Sex, Island, Vök, Ultimate Painting, Shame, Coasts. |
| 28 mei 2016                    | Car Seat Headrest, Royal Headache, Methyl Ethel, Cate LeBon, Slum Sociable, Dilly Dally, Bones, Canshaker Pi, BANFF, Gang Of Youth, Cub Sport, Cullen Omori. |
| 28 en 29 oktober 2016          | Explosions In The Sky, Wild Beasts, Allah-Las, Silversun Pickups, Søren Juul, Hoops, Health&Beauty, Vaults, Adia Victoria, Alex Cameron, Drowners, Nilufer Yanya, Communions, Gold Class, Flyying Colours, Isaac Gracie, Twin Peaks, Scott & Charlene’s Wedding, Porches, The Duke Spirit (afgezegd), Lucy Ducas. |
| 26 en 27 mei 2017              | British Sea Power, The Districts, Black Honey, The Courtneys, Palace, HMLTD, Miya Folick, Gold Class, Ron Gallo, Gabriella Cohen, Fazerdaze, POND, White, Traams, Skegss, Kane Strang, Flyying Colours, Föllakzoid, Priests, Goat Girl, Hazel English. |
| 27 en 28 oktober 2017          | Alex G, Alex Lahey, Bec Sandridge, Big Thief, Cabbage, Cameron Avery, Chasity, Diet Cig, Downtown Boys, Frankie Rose, Gold Connections, Harlea, HAUS, Hurray For The Riff Raff, Insecure Men, Japanese Breakfast, Joe Fox, Kolars, Makeness, Marlon Williams, Matt Maltese, Pinegrove, Savoy Motel, Slow, Dancer, Starcrawler, Superorganism, Vagabon, Weaves, Yak, Yowl. |
| 25 en 26 mei 2018              | Bodega, Boniface, Boy Azooga, City Calm Down, Didirri, Findlay, Flyte, Frankie Cosmos, Husky Loops, Loma, Mattiel, Melkbelly, Moaning, Now, Now, Palm, Porridge Radio, Rolling Blackouts Coastal Fever, Rosborough, Sikane (dj-set), Snail Mail, Snapped Ankles, Stella Donnelly, Velvet Volume, Warmduscher, Yungblud. |
| 26 en 27 oktober 2018          | The Academic, Kakkmaddafakka, Hookworms, The garden, Viagra Boys, The Chats, The Parlotones, Phum Viphurit, Avalanche Party, A Giant Dog, The Howl & The Hum, Elias, Heaters, Ancient Shapes, Valley Maker, Hater, Jo Passed, FONTAINES D.C., Laps, Yuno, Crumb, Anemone, Sink Ya Teeth, Jess Williamson, Buzzy Lee, Honey Harper, Sam Evian, ViVii, Mellah, Helena Deland. |
| 24 en 25 mei 2019              | A.A. Bondy, Anemone, Another Sky, Blank Banshee, Body Type, CHAI, Close Talker, Corridor, G Flip, Emerson Snowe, Gently Tender, Hand Habits, Hayden Thorpe, Jesse Mac Cormack, Jonathan Bree, Just Mustard, Muncie Girls, Ohtis, Penelope Isles, Pottery, Priests, Rosborough, Sophie & The Giants, Still Corners, Stonefield, The Howl & The Hum, Tia Gostelow, Tomberlin, Tropical Fuck Storm, Weakened Friends. |
| 25 en 26 oktober 2019          | The Twilight Sad, The Murder Capital, Squid, Yak, Khana Bierbood, Heavy Lungs, Night Moves, Sea Girls (afgezegd), Bess Atwell, Barrie, Westerman, Sheer Mag, County Line Runner, W.H. Lung, Do Nothing, RVG, Imperial Wax, Cuco (afgezegd), Automatic, Orville Peck, Far Caspian, Blue Stones, Helado Negro, EUT, Larkins, Disq, Ada Lea, Personal Trainer. |